# Kerstin Palm (Biologin)
Kerstin Palm (* 1961) ist eine deutsche Biologin, Kulturwissenschafterin, Hochschullehrerin und Genderforscherin am Institut für Geschichtswissenschaften der Humboldt-Universität zu Berlin.

## Biografie
Palm studierte in den Jahren 1980 bis 1988 Biologie an den Georg-August-Universität Göttingen und der Albert-Ludwigs-Universität Freiburg. Von 1984 bis 1988 war sie Stipendiatin der Studienförderung der Studienstiftung des deutschen Volkes. Ihre Diplomarbeit 1988 behandelte die biologischen Konsequenzen des Chemieunfalls bei der Firma Sandoz.
Parallel zu ihrem Promotionsstudium im Fach Biologie (1990 bis 1995, Promotionsförderung der Studienstiftung des deutschen Volkes von 1990 bis 1993) studierte sie Philosophie und Germanistik an der Universität Freiburg in Breisgau. Ihre Doktorarbeit 1996 im Fach Biologie unter dem Titel: Das Phytoplankton des Huzenbacher Sees, eines dystrophen Karsees im Nordschwarzwald behandelte die Seenversauerung durch den sauren Regen. In den Jahren 1996 bis 1999 forschte sie unter gendertheoretischer, wissenssoziologischer Sicht als Stipendiatin der Kommission für Forschungsplanung und wissenschaftlichen Nachwuchs an der Universität Bremen im Bereich Soziologie zum Wissenschafts-, Natur- und Selbstverständnis in der Biologie. In den Jahren 1999 bis 2001 war Palm Stipendiatin des Berliner Senats mit einem habilitationsvorbereitenden Stipendium und in den Jahren 2001 bis 2007 Wissenschaftliche Assistentin am Lehrstuhl „Kulturtheorie mit dem Schwerpunkt Geschlecht und Geschichte“ an Institut für Kultur- und Kunstwissenschaften der Humboldt-Universität zu Berlin bei Christina von Braun. 2009 habilitierte sie in Kulturwissenschaft an der Humboldt-Universität zu Berlin mit einer wissenschaftshistorischen Arbeit zur Kulturgeschichte des Lebensbegriffs.
Von 2003 bis 2013 hatte Palm verschiedene Gastprofessuren und -lektorate an der Universität Freiburg im Breisgau, der Technischen Universität Kaiserslautern, der Humboldt-Universität zu Berlin, der Zürcher Hochschule der Künste, Universität Graz (Aigner-Rollett-Gastprofessorin 2009), Universität Wien, Technische Universität Berlin, Universität Basel sowie der Universität Linz inne. Seit 2013 lehrt sie als Professorin Naturwissenschafts- und Geschlechterforschung am Institut für Geschichtswissenschaften der Humboldt-Universität zu Berlin. Im Jahr 2018 wurde sie Leiterin der Arbeitsgruppe „Gender & Science“.
Kerstin Palm  ist seit 2008 Assoziiertes Mitglied sowie seit 2014 Vollmitglied des Zentrums für transdisziplinäre Geschlechterstudien (ZtG) an der Humboldt-Universität zu Berlin. Sie ist Gründungsmitglied der Fachgesellschaft „Geschlechterstudien/Gender Studies Assoziation Deutschland“.

## Forschungsschwerpunkte
Kerstin Palm bearbeitet die historische Epistemologie der Naturwissenschaften aus der Genderperspektive. Hier liegt ihr Schwerpunkt auf:
- Gendertheoretisch angeleitete Kulturgeschichte natur- und technikwissenschaftlicher Konzepte (Leben, Energie, Körper, Materie)[1]
- Genderepistemologie[1]
- Materialitätstheorien (Embodimenttheorien und Plastizitätskonzepte in Gehirnforschung, Epigenetik und Epidemiologie, biologische Inkorporierung von Sozialität, New materialism)[1]
- Theorien und Praktiken der Trans- und Interdisziplinarität[1]
- Gendertheorie im Curriculum der Natur- und Technikwissenschaften, gendertheoretisch informierte Biologiedidaktik[1]

## Publikationen (Auswahl)
- Das Phytoplankton des Huzenbacher Sees, eines dystrophen Karsees im Nordschwarzwald. (Dissertation) Tectum Verlag Marburg, 1996. ISBN 978-3-89608-960-1
- mit Katharina Walgenbach, Gabriele Dietze, Antje Hornscheid (Hrsg.): Gender als interdependente Kategorie. Interventionen und neue Perspektiven auf Intersektionalität, Diversität und Heterogenität aus den Gender Studies. Opladen, Berlin, Toronto, 2007, 2. Aufl. 2012. ISBN 978-3-86649-594-4
- Existenzweisen des Lebens. Fragmente einer Kulturgeschichte des biologischen Lebensbegriffs 1750–2000. (Habilitation) in Einzeltexten publiziert, 2008.
- mit Sigrid Schmitz, Marion Mangelsdorf (Hrsg.): Körper(-sprache) – Macht – Geschlecht, Freiburger Zeitschrift für Geschlechterstudien, Jahrgang 19, Nr. 2, 2013.
- mit Corinna Bath, Göde Both, Petra Lucht, Bärbel Mauß (Hrsg.): reboot ING: Innovative Gender-Lehre in den Ingenieurwissenschaften. LIT-Verlag, Münster, 2017. ISBN 978-3-643-13342-7
- mit Gabriele Jähnert, Susanne Völker, Sabine Grenz (Hrsg.): Materialität/en und Geschlecht: Beiträge zur 6. Jahrestagung der Fachgesellschaft Geschlechterstudien e.V. Open Gender Journal, Berlin, 2018. ISBN 978-3-9805294-7-1 DOI: https://doi.org/10.25595/461.